# Ignace Murwanashyaka

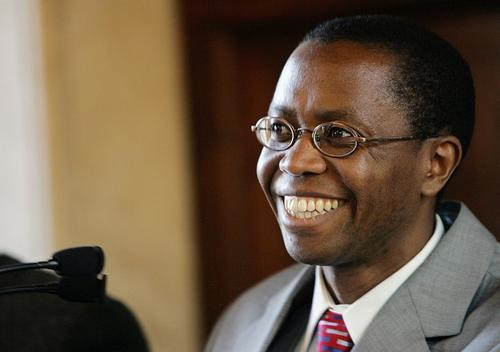

Ignace Murwanashyaka (ur. 14 maja 1963 w Butare, zm. 16 kwietnia 2019 w Niemczech) – rwandyjski bojownik, lider Demokratycznych Sił Wyzwolenia Rwandy (FLDR), składającej się z bojowników Hutu działających w Rwandzie i Demokratycznej Republice Konga. FLDR jest odpowiedzialne za łamanie praw człowieka i zbrodnie przeciwko ludzkości, w tym gwałty na masową skalę.

## Życiorys
Urodził się w Butare i studiował w Republice Federalnej Niemiec. Członkowie FDLR, którym liderował Murwanashyaka to w dużej części byli żołnierze rwandyjskiej armii oraz członkowie paramilitarnych bojówek Interahamwe, odpowiedzialni za ludobójstwo dokonane na Tutsich w 1994 r.
W listopadzie 2005 został umieszczony na czarnej liście ONZ za naruszenie promowania pokoju w Demokratycznej Republice Konga, w wyniku czego nie mógł podróżować, a jego aktywa zostały zamrożone. 7 kwietnia 2006 aresztowany przez niemiecką policję w Mannheim, wskutek złamania zakazu podróżowania. Murwanashyaka posiadał niemiecki paszport i przez długi czas (do września 2005 r.) zamieszkiwał w Niemczech. Po aresztowaniu utracił jednak posiadany wcześniej status uchodźcy. 26 kwietnia 2006 został zwolniony z więzienia.
26 maja 2006 został wszczęte przeciwko niemu postępowanie dt. zbrodni przeciwko ludzkości na terytorium Demokratycznej Republiki Konga. Rwanda wydała nakaz aresztowania za odpowiedzialność za zbrodnie podczas ludobójstwa w tym kraju w 1994 roku.
Przewodził siłom FLDR podczas walk z rebeliantami Laurenta Nkundy w kongijskiej prowincji Kiwu na przełomie 2008–2009. Wówczas milicja FLDR walczyła po stronie rządu Demokratycznej Republiki Konga. Na początku roku 2009, jego bojówki były poddane ofensywie sił Rwandy i Demokratycznej Republiki Konga, podczas której rebelianci FLDR wykorzystywali cywilów jako żywe tarcze. Podczas ofensywy rwandyjsko-kongijskiej rebelianci dokonywali gwałtów i mordów na cywilach.
Został ponownie aresztowany 17 listopada 2009.